# Volta ao País Basco de 2008
A 48.ª edição da Volta ao País Basco, disputada entre 7 e 12 de abril de 2008, esteve dividida em 6 etapas para um total de 838 km.
Participaram 19 equipas: os 18 de categoria UCI ProTeam (ao ser obrigada a sua participação) e 1 de categoria Profissional Continental mediante convite da organização (Karpin Galicia). Formando assim um pelotão de 152 ciclistas, com 8 corredores a cada equipa, dos que acabaram 99.
O vencedor final foi Alberto Contador (que também fez-se com duas etapas). Acompanharam-lhe no pódio Cadel Evans e Thomas Dekker, respetivamente.
Nas classificações secundárias impuseram-se Egoi Martínez (montanha), Damiano Cunego (regularidade), Iban Mayoz (metas volantes) e Rabobank (equipas).

## Etapas
| Etapa | Data     | Percurso              | km       | Vencedor         | Líder            |
| ----- | -------- | --------------------- | -------- | ---------------- | ---------------- |
| 1.ª   | 07/04/08 | Legazpi-Legazpi       | 137      | Alberto Contador | Alberto Contador |
| 2.ª   | 08/04/08 | Legazpi-Erandio       | 153      | Kim Kirchen      | Alberto Contador |
| 3.ª   | 09/04/08 | Erandio-Viana         | 195      | David Ferrero    | Alberto Contador |
| 4.ª   | 10/04/08 | Viana-Vitoria-Gasteiz | 171      | Kim Kirchen      | Alberto Contador |
| 5.ª   | 11/04/08 | Vitoria-Gasteiz-Orio  | 162      | Damiano Cunego   | Alberto Contador |
| 6.ª   | 12/04/08 | Orio-Orio             | 20 (CRI) | Alberto Contador | Alberto Contador |

## Classificações finais
| \| 1. \| Alberto Contador \| 21h 03' 59" \| \| 2. \| Cadel Evans \| + 20" \| \| 3. \| Thomas Dekker \| + 35" \| \| 4. \| Damiano Cunego \| + 57" \| \| 5. \| Maxime Monfort \| + 1' 25" \| \| 6. \| Mikel Astarloza \| + 1' 37" \| \| 7. \| Kim Kirchen \| + 1' 43" \| \| 8. \| Sandy Casar \| + 2' 03" \| \| 9. \| Ezequiel Mosquera \| m.t. \| \| 10. \| Frank Schleck \| + 2' 05" \| |                   |             |
| 1. | Alberto Contador  | 21h 03' 59" |
| 2. | Cadel Evans       | + 20"       |
| 3. | Thomas Dekker     | + 35"       |
| 4. | Damiano Cunego    | + 57"       |
| 5. | Maxime Monfort    | + 1' 25"    |
| 6. | Mikel Astarloza   | + 1' 37"    |
| 7. | Kim Kirchen       | + 1' 43"    |
| 8. | Sandy Casar       | + 2' 03"    |
| 9. | Ezequiel Mosquera | m.t.        |
| 10. | Frank Schleck     | + 2' 05"    |

| \| 1. \| Damiano Cunego \| 79 p. \| \| 2. \| Kim Kirchen \| 75 p. \| \| 3. \| Alberto Contador \| 70 p. \| |                  |       |
| 1. | Damiano Cunego   | 79 p. |
| 2. | Kim Kirchen      | 75 p. |
| 3. | Alberto Contador | 70 p. |

| \| 1. \| Egoi Martínez \| 46 p. \| \| 2. \| Morris Possoni \| 33 p. \| \| 3. \| Amets Txurruka \| 24 p. \| |                |       |
| 1. | Egoi Martínez  | 46 p. |
| 2. | Morris Possoni | 33 p. |
| 3. | Amets Txurruka | 24 p. |

| \| 1. \| Iban Mayoz \| 15 p. \| \| 2. \| Morris Possoni \| 14 p. \| \| 3. \| Egoi Martínez \| 10 p. \| |                |       |
| 1. | Iban Mayoz     | 15 p. |
| 2. | Morris Possoni | 14 p. |
| 3. | Egoi Martínez  | 10 p. |

| \| 1. \| Rabobank \| 63h 19' 24" \| \| 2. \| Silence-Lotto \| + 1' 12" \| \| 3. \| Karpin-Galicia \| + 2' 27" \| |                |             |
| 1. | Rabobank       | 63h 19' 24" |
| 2. | Silence-Lotto  | + 1' 12"    |
| 3. | Karpin-Galicia | + 2' 27"    |